# 伊勢ひかり病院
医療法人全心会 伊勢ひかり病院（いりょうほうじんぜんしんかい いせひかりびょういん）は、三重県伊勢市にある民間の病院。2023年（令和5年）3月1日に伊勢市御薗町高向の旧山田赤十字病院跡地に新築移転して「伊勢慶友病院」から「伊勢ひかり病院」となった。

## 概要
亀谷巌の三顧堂亀谷医院を源流とする。
亀谷は士族の出であったが、亀谷家は明治維新後商売がうまく行かず、巌は医者になった。総合病院として発展したが、同族経営の問題や労働争議などで経営危機に陥り、慶應義塾に寄付することで存続を図った。また、慶應義塾が首都圏以外に進出した数少ない事例であった。
慶應義塾では、もっぱら若手医師の研修に利用されたが、その一方で市立伊勢総合病院、山田赤十字病院（現在の伊勢赤十字病院）と共に伊勢市における総合病院として中核を担った。
2003年（平成15年）3月に慶應義塾大学伊勢慶應病院の閉院が発表されたが、周辺住民約21万人の病院存続署名もあり、同年10月に新たに「医療法人全心会伊勢慶友病院」として発足した。
2012年（平成24年）12月に旧・山田赤十字病院（現在の伊勢赤十字病院、伊勢市御薗町高向から伊勢市船江に移転）の跡地を買収、御薗町高向へ移転することになった。
旧・山田赤十字病院跡地への移転時期は2023年（令和5年）3月1日とされ、伊勢慶友病院を新築移転する形で新病院「伊勢ひかり病院」が開設された。
旧・伊勢慶友病院敷地の利用について、当初は未定だったが、2023年にスーパーマーケット「ぎゅーとら」新浦の橋店（仮称）の開店が決まった。この新店舗はぎゅーとらコア店（2024年5月31日閉店）の後継店舗で道路を隔てた向かい側への新築移転となった。当初は2024年5月28日開店予定だったが、店名を「うらのはし店」として6月8日に開店した。

## 沿革
- 1879年（明治12年） - 三顧堂亀谷医院として山田岩渕町に開業。
- 1908年（明治41年） - 私立亀谷病院が現在地に開業。
- 1952年（昭和27年） - 医療法人亀谷病院に改称。
- 1968年（昭和43年） - 特定医療法人亀谷総合病院に改称。
- 1972年（昭和47年） - 医療法人亀谷記念伊勢慶應病院に改称。
- 1974年（昭和49年）
  - 3月 - 医療法人亀谷記念伊勢慶應病院が解散。学校法人慶應義塾へ寄付。
  - 4月1日 - 慶應義塾大学伊勢慶應病院が発足。
- 2003年（平成15年）10月1日 - 慶應義塾大学伊勢慶應病院が閉院。医療法人全心会伊勢慶友病院が発足。
- 2023年（令和5年）3月1日 - 旧・山田赤十字病院跡地（御薗町高向）に新築移転し医療法人全心会伊勢ひかり病院を開設[1][3]。

## 施設
- 所在地 - 三重県伊勢市御薗町高向810-1[1]
- 建築面積 - 1階 5152.03m2、2階 5016.72m2、PH階 67.25m2[1]

## 診察科
- 内科
- 外科
- 脳神経外科
- 整形外科
- 婦人科
- 小児科
- 神経内科
- 形成外科
- 皮膚科
- 泌尿器科
- 放射線科
- リハビリテーション科

## アクセス
- 近鉄山田線 宮町駅より徒歩で約3分[2]
- おかげバス環状線「大世古」バス停より徒歩で約7分[2]

## 旧病院

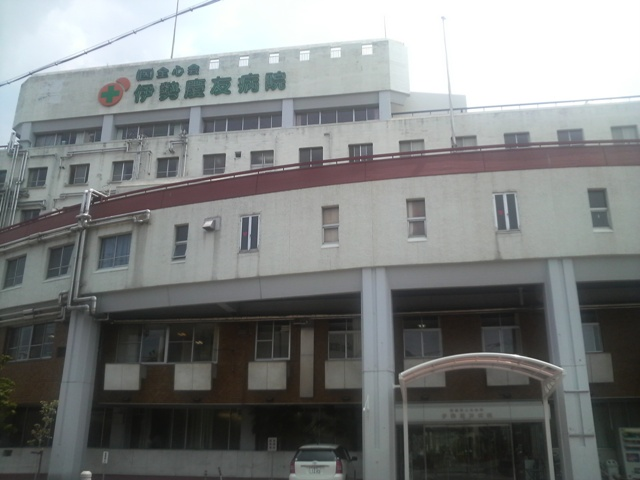
伊勢慶友病院

### 施設

#### 施設概要
- 所在地 - 三重県伊勢市常磐二丁目7番28号
- 構造 - 鉄筋コンクリート構造、地上7階、地下1階
- 建築面積 - 病院：9,711.45m2　その他：1,893.76m2
- 病床数 - 253床（一般：40床、療養型：213床）

#### 附属施設
- 脳神経疾患研究所

### 伊勢慶應病院の閉院問題
2003年（平成15年）における伊勢慶應病院閉鎖発表から伊勢慶友病院発足までの流れを以下に示す。年は全て2003年（平成15年）。
- 3月21日 - 学校法人慶應義塾が伊勢慶應病院を9月30日で閉院することを発表[9][10]。
- 3月24日 - 病院職員労組が緊急臨時大会を開催、閉鎖撤回を求めることを決議。また、病院管理職組合との合同記者会見で病院存続を求める署名活動などを展開することを表明[11]。
- 3月31日 - 労組・管理職組合が慶應義塾長に病院閉鎖撤回を求める署名（157,208人分）を提出[12]。
- 4月2日 - 伊勢市長、二見町長、小俣町長、御薗村長の連名で、慶應義塾長宛てに病院存続の要望書を郵送[13]。
- 4月9日 - 慶應義塾長から4市町村長宛に閉院に理解を求める返答を郵送[14]。
- 4月14日 - 病院存続の署名が21万人を超える（4月24日の集計では210,954人、翌日慶應義塾長宛てに発送する）[15]。
- 4月21日 - 4市町村長が慶應義塾大学を訪問、慶應義塾長に病院存続を要望。塾長は閉鎖の方針に変わりが無いことを回答[16]。
- 4月27日および4月29日 - 労組などが署名に対するお礼として、病院内での無料検査や健康相談を実施[17]。
- 5月23日 - 伊勢市議会にて「伊勢慶應病院存続を求める決議」を可決[18]。
- 5月30日 - 慶應義塾側が病院の引受先として2者と交渉中であることを明らかにする[19]。
- 6月16日 - 三重県議会にて、慶應病院の閉院問題に絡めた「伊勢志摩地域医療の充実等を求める決議」を可決[20]。
- 8月25日 - 慶應義塾側が病院の引受先を「医療法人全心会」に決定したことを発表[21]。
- 10月1日 - 伊勢慶應病院が閉院、伊勢慶友病院として再発足[22]。

### 伊勢慶友病院から伊勢ひかり病院へ
高齢化に対応した新たな医療拠点として整備するため、伊勢市御薗町高向の旧山田赤十字病院跡地に新築移転し、2023年3月1日から「伊勢ひかり病院」に名称を変更することになった。